# Genèverevolutionen
Genèverevolutionen var ett revolutionsförsök som ägde rum i republiken Genève våren 1782. I april 1782 ägde en kupp rum i staden iscensatt mot den teokratiska köpmansoligarkin av män som ville utöka den manliga rösträtten, ockuperade statliga byggnader och tog kontroll över staden. Revolutionen slogs ned av trupper från Bern, Frankrike och Savojen, inkallade av stadens köpmansoligarki.